# Jan Senuś
Jan Senuś vel Synuś (ur. 23 stycznia 1923, zm. 15 grudnia 1986) – polski żołnierz, piłkarz, pracownik przemysłu motoryzacyjnego związany z Sanokiem.

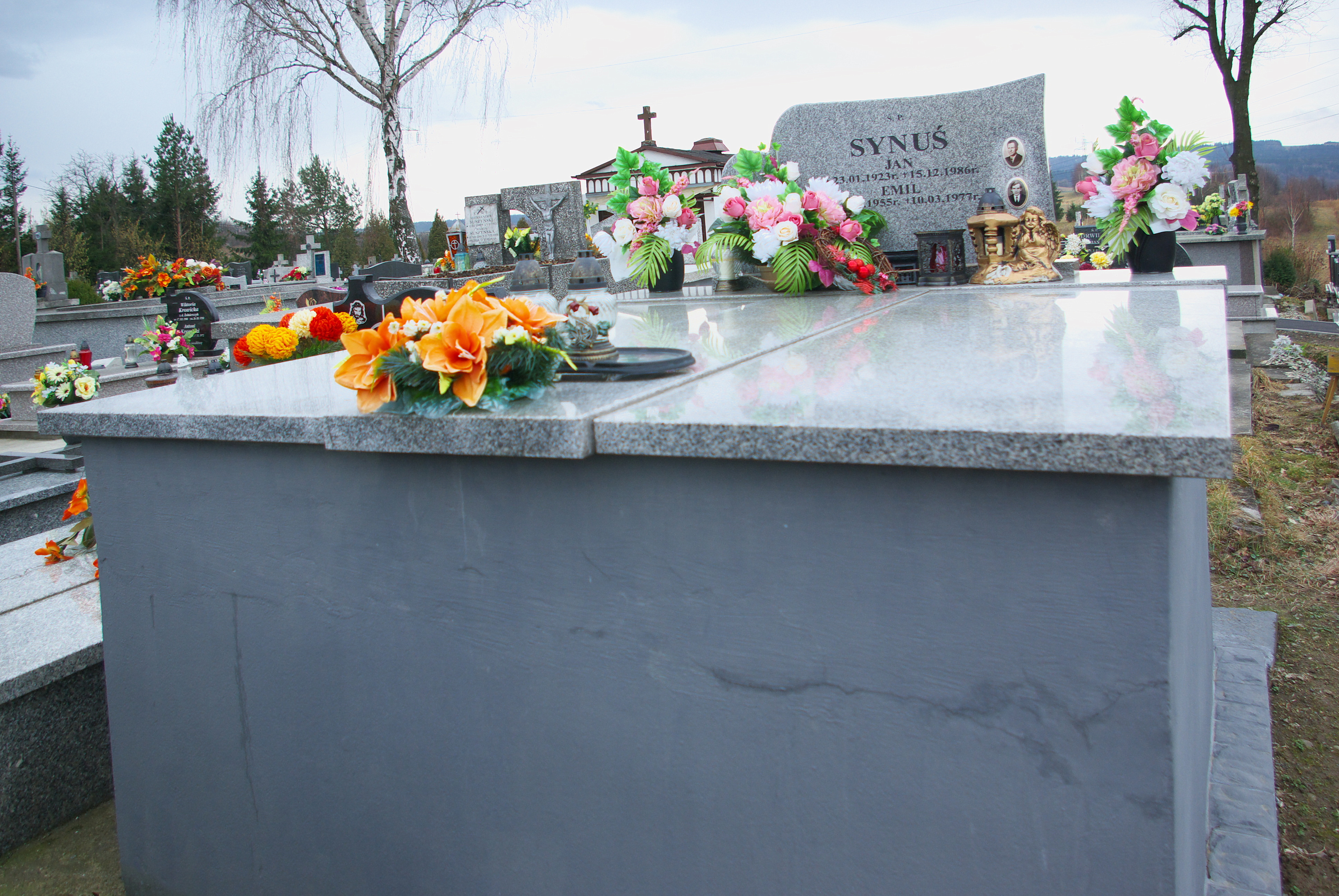
Miejsce pochówku

## Życiorys
W 1937 w wieku 14 lat podjął pracę w fabryce wagonów w Sanoku w charakterze pomocnika ślusarza. Podczas II wojny światowej po nadejściu frontu wschodniego na ziemię sanocką wstąpił do ludowego Wojska Polskiego. Został żołnierzem 6 Pomorskiej Dywizji Piechoty, przydzielonym do 14 pułku piechoty (wraz z nim służył m.in. jego krewny Emil Buras). Odbył szlak bojowy przez Warszawę na północny zachód, na początku 1945 brał udział w walkach o przełamanie Wału Pomorskiego, w marcu 1945 uczestniczył w bitwie o Kołobrzeg, następnie w kwietniu 1945 w forsowaniu Odry, a na końcu w operacji berlińskiej.
Następnie został skierowany na tereny prowadzenia walk przeciwko polskiej partyzantce niepodległościowej (Sądecczyzna, ziemia lubaczowska, Bieszczady). Po zakończeniu II wojny światowej 8 września 1946 wystąpił w pierwszym meczu piłkarskim nowego utworzonego zespołu KS Wagon Sanok (późniejsza Stal Sanok) przeciwko drużynie KS Huta Krosno (w tym meczu zagrał m.in. także Edward Pilszak). W 1947 został zdemobilizowany. Wówczas podjął ponownie pracę w macierzystej fabryce w Sanoku, Sanowag, późniejsza Sanocka Fabryka Autobusów „Autosan”. Pracował w wydziale spawalniczo-montażowym. Był brygadzistą. Należał do koła ZBoWiD w Sanoku.
Został pochowany na Cmentarzu Posada w Sanoku.

## Odznaczenia
- Krzyż Kawalerski Orderu Odrodzenia Polski (1979)[5]
- Złoty Krzyż Zasługi
- Brązowy Medal „Zasłużonym na Polu Chwały”
- Medal za Warszawę 1939–1945
- Medal za Odrę, Nysę, Bałtyk
- Odznaka „Zasłużony dla województwa rzeszowskiego”
- Odznaka „Zasłużony dla Sanockiej Fabryki Autobusów” (1975)[6]
- Odznaka „Zasłużony Pracownik Sanockiej Fabryki Autobusów” (1982)[7]
- Medal za Warszawę (ZSRR)